# Нежин (аэродром)
Нежин (укр. Ніжин) — военный аэродром, используемый Государственной службой Украины по чрезвычайным ситуациям, расположен в северной части города Нежин Черниговской области Украины, административного центра Нежинского района.

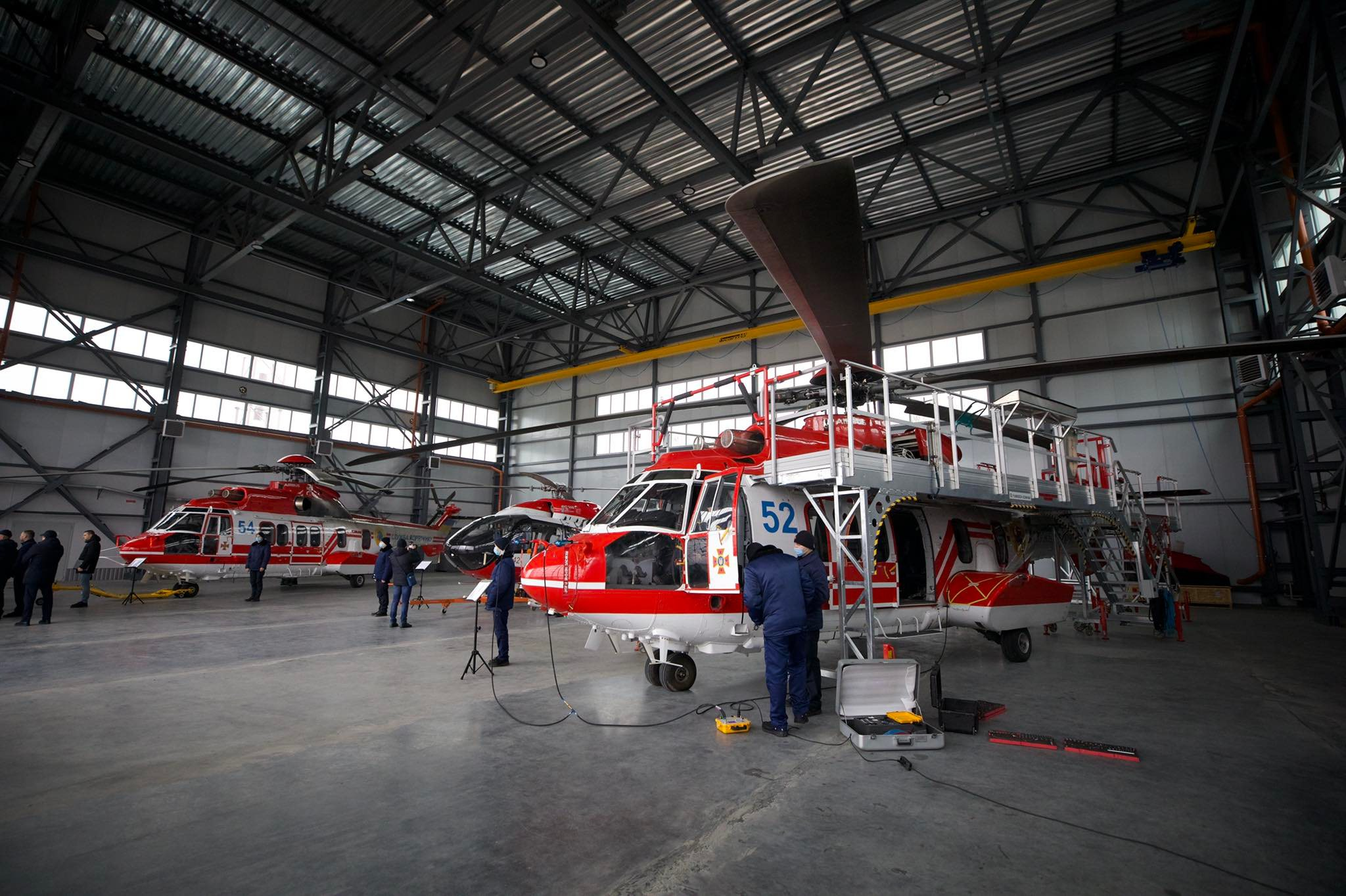
Ангар с вертолетами на аэродроме Нежин

## История
С 1944 года на аэродроме базировался 573-й истребительный авиационный полк ПВО на самолётах Як-9 из состава 9-го истребительного авиакорпуса ПВО. 11 февраля 1946 года полк расформирован на аэродроме.
В дальнейшем на нём базировался 199-й гвардейский отдельный дальний разведывательный полк, вооруженный самолётами:
- Ту-22Р/РД/РК/РДК — разведчик/бомбардировщик;
- Ту-22У/УД — учебно-тренировочный самолёт;
- Ту-22П/ПД — самолёт радиоэлектронной разведки.

Последний вылет указанных самолётов был совершён в 1998 году. В настоящее время аэродром используется Государственной службой Украины по чрезвычайным ситуациям, которая эксплуатирует самолёты:
- Ан-30 — самолёт воздушного наблюдения и аэрофотосъёмки
- Ан-26 — военно-транспортный самолёт (за характерный звук работающих двигателей получил прозвище «Гадкий утёнок»)
- Ан-32П — самолёт для тушения пожаров, оснащён двумя наружными выливными агрегатами общим объёмом 8000 л (также его используют для транспортных перевозок, парашютного десантирования людей и грузов, в санитарном варианте - для перевозки раненых)
- Ми-8МТ — транспортный вертолёт
- Ми-8МТВ — многоцелевой вертолёт, модификация с двигателями ТВ3-117, за 1 раз может переносить 2,5 тонны воды с помощью водосливное устройства ВСУ-5, которое применяется для тушения пожаров с помощью вертолетов
- Ми-8 — транспортный вертолёт
- Eurocopter EC 145 — вертолёт франко-германского производства (с 2009 года)
- Eurocopter EC225 — вертолёт франко-германского производства (с 2018 года)